# Districtul Takamaka
Takamaka este un district  în Seychelles, situat pe insula Mahé.